# Antoni Stawikowski
Antoni Stawikowski (ur. 9 listopada 1933 w Nowym Mieście Lubawskim) – polski astronom, doktor habilitowany, działacz opozycji demokratycznej w okresie PRL.

## Życiorys

### Wykształcenie i działalność naukowa
Ukończył w 1955 studia z zakresu astronomii na Uniwersytecie Mikołaja Kopernika w Toruniu. W 1961 uzyskał stopień naukowy doktora, habilitował się w 1976. Od 1955 do czasu przejścia na emeryturę zawodowo związany z Zakładem Astronomii Polskiej Akademii Nauk, przekształconym następnie w Centrum Astronomiczne im. Mikołaja Kopernika PAN. W pracy naukowej specjalizował się w zagadnieniach atmosfery gwiazd i spektroskopii. Był członkiem prezydium Komitetu Astronomii PAN. Został członkiem Polskiego Towarzystwa Astronomicznego. Jest autorem m.in. eseju Wszechświat Kopernika a kosmologia współczesna (PWN, Toruń 1973).

### Działalność polityczna i społeczna
W 1978 stworzył Bibliotekę Społeczną, prowadzącą księgozbiór niezależnych publikacji, wykorzystywaną do końca lat 80. do działań konspiracyjnych, a w 1981 przekazaną do dyspozycji związku. W 1980 został członkiem „Solidarności”, w kolejnym roku został pierwszym przewodniczącym zarządu Regionu Toruńskiego związku. Po wprowadzeniu stanu wojennego został internowany w grudniu 1981, zwolniono go w sierpniu 1982. W październiku ponownie osadzony w ośrodku odosobnienia po napisaniu listy otwartego do Sejmu PRL w proteście przeciw delegalizacji związku (zwolniono go w grudniu 1982).
Po zwolnieniu do 1989 działał w jawnych i podziemnych strukturach NSZZ „S”. Od 1982 brał udział w Tajnym Konwencie Doradców Regionu (ciało konsultacyjne, które obradowało raz w tygodniu w prywatnych mieszkaniach i ustalało pewne dyrektywy polityczne dla związku, dyskutowało nad dokumentami i tekstami programowymi), wraz z innymi działaczami (jak Ryszard Musielak, Andrzej Tyc, Stanisław Dembiński czy Jarosław Zaremba). W 1987 stanął na czele jawnych władz regionalnych „Solidarności”, wszedł też w skład Krajowej Komisji Wykonawczej. Był poddawany represjom politycznym, zatrzymywany na 48 godzin, m.in. w 1988 zatrzymany wraz z innymi członkami KKW. W 1988 został członkiem Komitetu Obywatelskiego przy Lechu Wałęsie. Jako reprezentant strony solidarnościowo-opozycyjnej w 1989 był uczestnikiem obrad Okrągłego Stołu w zespole ds. reform politycznych.
Jest członkiem toruńskiego klubu Rotary, był przewodniczącym tej organizacji w latach 2003–2004. Został członkiem honorowego komitetu poparcia Bronisława Komorowskiego w wyborach prezydenckich w 2015.

## Odznaczenia
Odznaczony Krzyżem Oficerskim (2000) i Krzyżem Komandorskim z Gwiazdą (2011) Orderu Odrodzenia Polski. Wyróżniony tytułem honorowego obywatela Torunia (2013).